# ريكو نويل
ريكو نويل (بالإنجليزية: Rico Noel)‏ هو لاعب كرة قاعدة أمريكي، ولد في 11 يناير 1989 في لوتون في الولايات المتحدة.

## وصلات خارجية
- ريكو نويل على موقع دوري كرة القاعدة الرئيسي (الإنجليزية)
- ريكو نويل على موقعبيزبول رفرنس.كوم (الدوري الرئيسي) (الإنجليزية)
- ريكو نويل على موقعبيزبول رفرنس.كوم (الدوري الثانوي) (الإنجليزية)